# Анхеліка Рівера
Анхеліка Рівера Уртадо (ісп. Angélica Rivera Hurtado; 2 серпня 1969, Мехіко) — мексиканська акторка, колишня дружина експрезидента Мексики Енріке Пеньї Ньєто.

## Життєпис
Народилась 2 серпня 1969 року в Мехіко в родині Мануеля Рівери Руїса та Марії-Еухенії Уртадо Ескаланте, де окрім неї було були ще п'ятеро дочок і один син. 1987 року перемогла у конкурсі краси El rostro de El Heraldo de México, після чого стала працювати моделлю. 1988 року зіграла одну з ролей у теленовелі «Солодкий виклик», за якою зіграла ролі у серіалах «Просто Марія» (1989), «Дотягнутися до зірки 2» (1991), «Сон кохання» (1993) та інших. 1993 року знялася у фільмі «От лякають!», де її партнерами стали Рафаель Інклан, Патрисія Реєс Спіндола та Ернесто Лагардія. 
1995 року зіграла головну роль у теленовелі «Хазяйка», яка зазнала великого успіху. Також успішною була головна роль у серіалі «Анхела» (1998). 2003 року зіграла свій перший негативний персонаж у серіалі «Нічна Маріанна». 2007 року виконала головну роль у серіалі «Чисте кохання», після чого оголосила про завершення акторської кар'єри.
11 грудня 1994 року вступила у шлюб з телепродюсером Хосе Альберто Кастро (братом Вероніки Кастро), в подружжя народились троє доньок — Софія (1996), Фернанда (1999) та Рехіна (2005). 2008 року пара розлучилась.
27 листопада 2010 року Анхеліка Рівера вступила у шлюб з вдівцем Енріке Пенья Ньєто, губернатором штату Мехіко, й виконувала обов'язки першої леді цього штату наступні два роки. 2012 року її чоловік був обраний президентом Мексики, завдяки чому вона стала першою леді країни до кінця його президентського терміну у 2018 році. Також її було призначено головою Громадської консультативної ради Національної системи комплексного розвитку родини (Sistema Nacional para el Desarrollo Integral de la Familia, скорочено DIF). Супроводжувала чоловіка в офіційних поїздках, як, наприклад, церемонія інавгурації Франциска I 13 березня 2013 року, та офіційні візити 2014-го року до Франції та Іспанії, де її було нагороджено орденом Ізабелли Католички. Розлучилися 2 травня 2019 року.

## Фільмографія
| Рік  |   | Українська назва                 | Оригінальна назва            | Роль                              |
| ---- | - | -------------------------------- | ---------------------------- | --------------------------------- |
| 1988 | с | Солодкий виклик                  | Dulce Desafio                | Марія Інес                        |
| 1989 | с | Просто Марія                     | Simplenente Maria            | Ізабелла де Пеньяльберт           |
| 1990 | с | Моя маленька Соледад             | Mi pequeña Soledad           | Маріса Вільясеньор                |
| 1991 | с | Мрійниця                         | La Picara Soñadora           | Джованна Каріні                   |
| 1991 | с | Дотягнутися до зірки 2           | Alcanzar una Esrtrella 2     | Сільвія Велес                     |
| 1991 | с | Жінка, випадки з реального життя | Mujer, casos de la vida real | різні персонажі                   |
| 1993 | с | Сон кохання                      | Sueño de Amor                | Ісабель Гонсалес                  |
| 1993 | ф | От лякають!                      | ¡Aqui aspantan!              | Габі                              |
| 1995 | с | Хазяйка                          | La dueña                     | Рехіна Вільяреаль                 |
| 1997 | с | Ураган                           | Huracán                      | Єлена Роблес                      |
| 1998 | с | Анхела                           | Angela                       | Анхела                            |
| 2001 | с | Без гріха                        | Sin pecado concebido         | Маріанна Кампос Ортіс             |
| 2003 | с | Нічна Маріанна                   | Mariana de la noche          | Марсія Монтенегро                 |
| 2007 | с | Чисте кохання                    | Destilando Amor              | Тереса/Маріанна Франко Вільяреаль |

## Нагороди та номінації
TVyNovelas Awards
- 1991 — Номінація на найкращу молоду акторку (Моя маленька Соледад).
- 1994 — Номінація на найкращу жіночу роль — відкриття (Сон кохання).
- 1996 — Найкраща жіноча роль — відкриття (Хазяйка).
- 1996 — Номінація на найкращу акторку (Хазяйка).
- 2002 — Номінація на найкращу акторку (Без гріха).
- 2004 — Найкраща лиходійка (Нічна Маріанна).
- 2008 — Найкраща акторка (Чисте кохання)[6].

## Відзнаки
- Орден Карлоса III (2013)
- Орден Ізабелли Католички (2014)
- Орден інфанта Енріке